# 成金
成金（なりきん）とは、将棋において低位の駒が金将に成駒することになぞらえ、急激に富裕になった人を表す日本語。
同じ日本語では、成り上がり者（なりあがりもの）、出来星（できぼし）とも呼される。
英語およびフランス語において同様の意味を指す人物はヌーヴォーリシュ（nouveau riche）と呼ばれる。

## 伝統的評価
古代ギリシャの哲学者アリストテレスは、成金の性質について次のように評している。
- その性格を一言で言えば、幸運に恵まれた愚か者の性格である。
- 良いものをすべて持っている気になっているために、傲岸不遜である。
- 贅沢を見せびらかす。
- 金がすべての評価の基準になっている。
- 自分好みのものに囲まれて生活しているため、他人が別の好みを持っていることを忘れる。
- 自分が官職につくべき人間だと考える。
- 金持ちであることの心得がまだできていないために、金持ちであることにつきものの欠点を古くからの金持ちよりもっと悪い形で持っている。
- 成金が不正行為に手を染めるのは、悪意からではなく、傲慢や抑制力のなさからである。

上記の評価はあくまで古代ギリシャのアリストテレスが評した成金像であるが、現代においてもしばしば当てはまる傾向であり、人間の性が変わらないものであることを示している。一方で、一代で財を成した人という意味の成金全てに当てはまる特徴という訳ではない点に注意が必要である。一般に成金という言葉は、そういう人たちがしばしば陥りがちな悪い面を指して言う、悪い評価を含んだ言葉である。このアリストテレスの記述も、様々な悪徳(倫理的にみて悪い性格)を列挙する中で出てくるものである(徳倫理学)。
日本では第一次世界大戦中、成金と呼ばれる人々を事実上標的にした戦時利得税を創設し税収増加に繋げている。結果として成金が国家の財政を潤した面もあった。成金を羨む一方、反感を抱く人間も少なくなかった。

## 語の由来
成金（成り金・なりきん）は、将棋に由来する言葉である。
玉将（王将）・金将以外の駒が敵陣（1段目〜3段目）を進入させるとき、その駒が「成る」ことを選択できる（成駒）。特に、歩兵、香車、桂馬、銀将が成った場合は、以降、金将と同じ動きとなる。駒が成ったことを明らかにするため、その駒を裏返すが、この4種の駒の裏側に書かれている文字はすべて「金」（を崩した文字）であり、たとえば歩の裏側の字はひらがなの「と」に見えるが、これも「金」の字を崩したものである（この「と」に見える文字は「今」の崩し字という説もある）。歩兵・香車・桂馬・銀将が成ったものを、それぞれ「と金」（ときん）・「成香」（なりきょう）、「成桂」（なりけい）、「成銀」（なりぎん）と呼ぶ。これらの金将と同じ動きができるようになった駒、特にと金を俗に「成金」ということがあるが、金将は成ることはできず、金将の裏には何も書かれていないので、「成金」という言葉は正式な将棋用語ではない。特にと金は金同様の動きをするにも関わらず奪取されても価値は歩のままであり、相手に取っては非常に脅威の存在となる。
上記の意味より転じて：
1. 社会変動の最中（特に戦争）で急激に裕福になった階層（すなわちヌーヴォーリシュ）
2. 庶民や貧困層が、急に莫大な金銭や財産を持つ富裕層に変化する現象（すなわち成り上がり者、アップスタート）

を指す。この意味での用法は江戸時代後期に始まったようであるが、明治維新後には、第一次世界大戦による大戦景気によって、急に富裕層に転じた者を指して使うようになり、一般に広まった。
一方で、事業や技術が成功して裕福になった者や、社会的地位が高い仕事の従業者、いわゆる「勝ち組」も憎恨の的として「成金」と呼ばれることもある。
金持ちになった要因を頭に付けて、炭鉱成金、船成金、土地成金、石油成金、事故成金、宝くじ成金、戦争成金、IT成金などと呼ぶこともあり、建てた家を同様に鰊御殿、小豆御殿などとも言う。

## 例

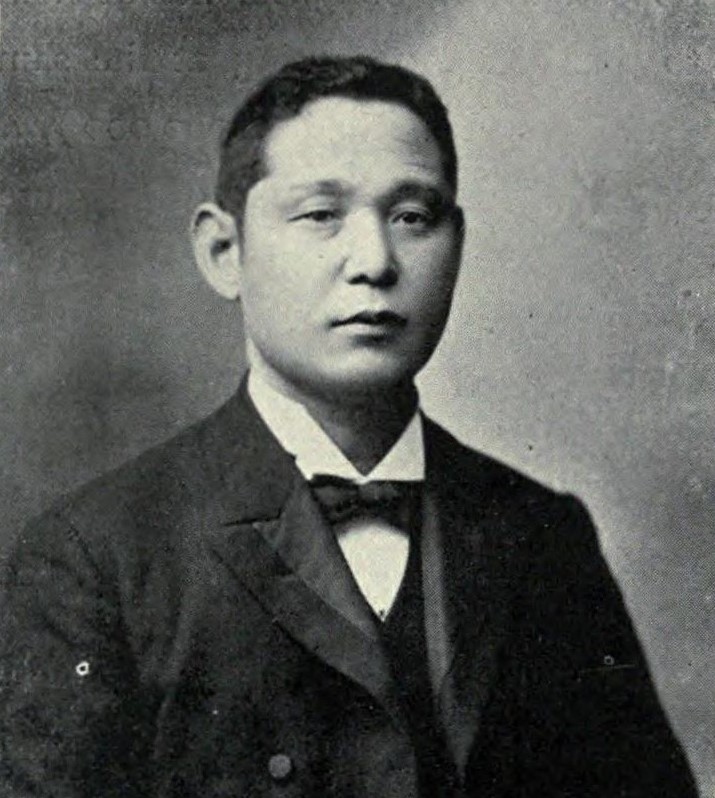
鈴木久五郎と並び称された相場師成金の村上太三郎

第一次大戦による大正バブル景気は、鉄成金、糸成金、染料成金などさまざまな成金を生んだ。中でも内田信也、山下亀三郎、勝田銀次郎の三大船成金は桁外れで、広海二三郎（広海汽船社長）、山本唯三郎、乾新兵衛、辰馬吉左衛門（辰馬本家酒造の辰馬汽船創業者）らがそれに続いた。

## 現代の用法
元来「成金」という語は、庶民や貧困層から富裕層に転じた人への称賛や愛慕を込めて用いられていた。しかし、第二次世界大戦後の混乱期には、俄に富裕層になった者への嫌悪感が、貧困層の間で強かった。それ故に現在では、当人以外が発する場合は、急に富裕層になった者への嘲罵や憎恨を込めて用いられるのが通例である。金に物を言わせて傲慢で態度が悪い人を指して「成金」と罵る場合などである。
「成金趣味」という語もあり、高級品を買い漁って豪華な装飾品を身に付けたり、内容を理解していないのに高尚な趣味を始めたりなど、金銭の力で上品を気取る態度を嘲る語である。暗闇の中で靴を探そうとする女中に対して、紙幣を燃やして灯りを取る成金の諷刺画が知られ、山本唯三郎が函館の料亭でその行為を行ったと伝えられている。ただ、実際にそうした富裕層が例外無くそういう金に飽かした生活であったわけではない。
当人が自らのライフスタイルをそう呼称する場合は、感慨や謙遜が入り交じった感情が含まれることが多い。
「ブルジョワ」や「セレブ」（セレブリティ、著名人）という語に、本来の意味とは別に嘲罵や憎恨を表す「成金」の語意を含めている場合がある。この用法に対して、評論家の宮崎哲弥は、「『セレブ』は誤用であり、『成金』ときちんと言うべきである」と述べている。
中華民国総統であった李登輝は、中国について「（中国は）周辺国への内政や領土干渉を繰り返すことによって、自分たちの力を誇示しているのである。こうした中国の動きを説明するのに、私は『成金』という言葉をよく使う。経済力を背景に、ベトナムから西沙諸島を奪い、南沙諸島でフィリピンが領有していた地域に手を出し、そして日本領土である尖閣諸島の領海、領空侵犯を繰り返す中国は、札束の力で威張り散らす浅ましい『成金』の姿そのものである」と述べている。
英語では「new rich」（ニューリッチ）と言うが、英語圏においてもフランス語を使って「nouveau riche」（ヌーヴォーリシュ）と表現することが多い。なお、いずれの語も、日本語に直訳すれば「新しい金持ち」を意味する語である。